# Son dernier verdict

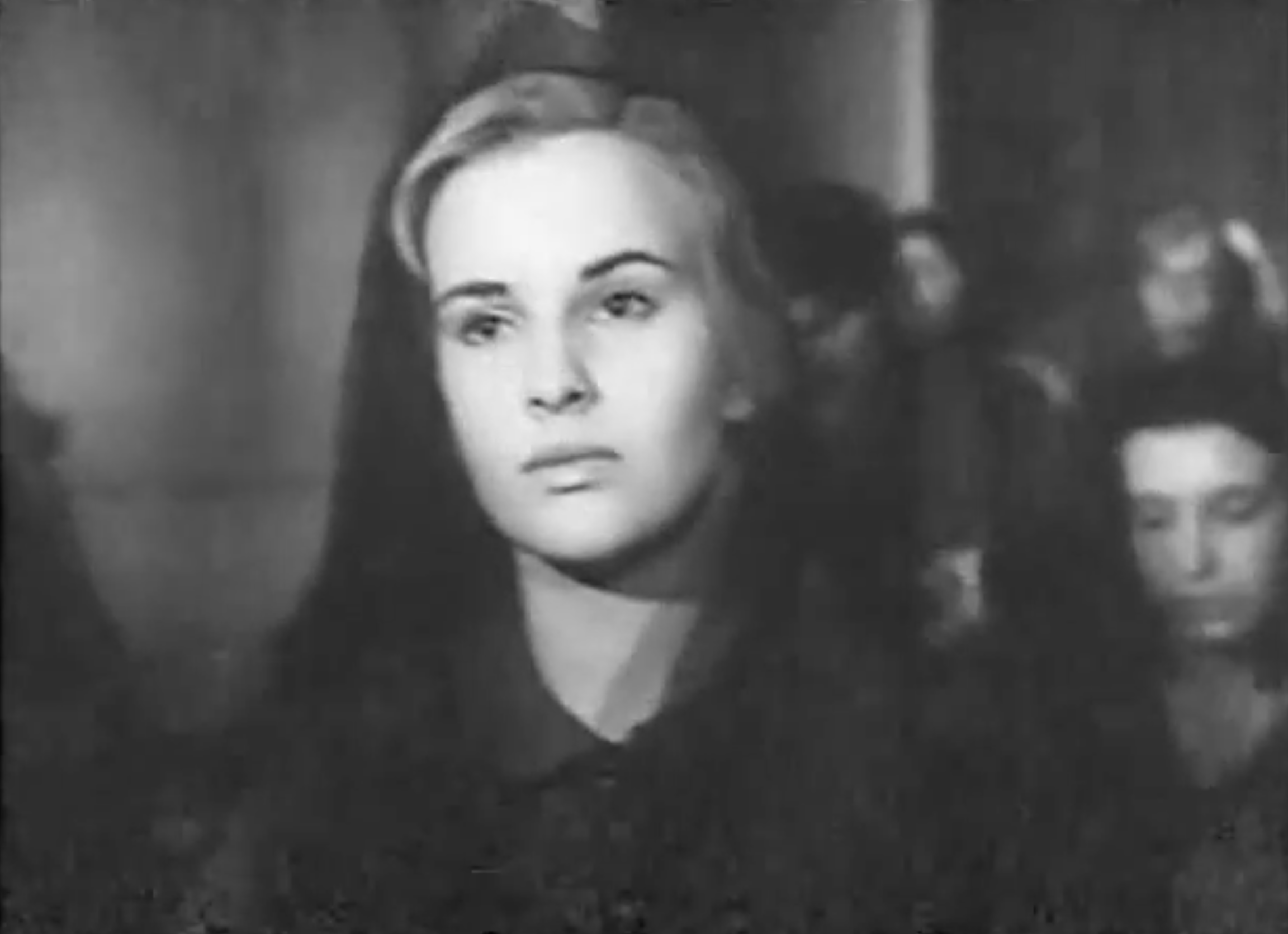
Antonella Lualdi dans une scène du film italien Son dernier verdict (L'ultima sentenza) - 1951

Son dernier verdict (L'ultima sentenza) est un film italien réalisé par Mario Bonnard et sorti en 1951.

## Fiche technique
- Titre original : L'ultima sentenza
- Réalisation : Mario Bonnard
- Scénario : Mario Bonnard, Nicola Manzari
- Photographie : Giuseppe La Torre
- Musique : Giulio Bonnard
- Montage : Paolo Bartolini
- Dates de sortie :
  - 15 novembre 1951 en Italie
  - 12 mai 1953 en France

## Distribution
- Charles Vanel : Giudice Marco Valsetti
- Antonella Lualdi : Daniela Valsetti
- Eleonora Rossi Drago : Marisa
- Jacques Sernas : Piero
- Erno Crisa : Roberto
- Harry Feist : Barone Polsok
- Dina Sassoli : Marta Onori
- Paolo Panelli : Michele